# Bregasto vratilo
Bregasto vratilo ili grebenasto vratilo (govorno bregasta osovina) jest vratilo s izbočinama jajolika oblika (greben) za periodično otvaranje ventila (na primjer u četverotaktnim motorima s unutarnjim izgaranjem pri rednom razmještaju cilindara ili kod klipnog kompresora), uključivanje sklopki i slično.